# ティティ亜科
ティティ亜科（ティティあか、Callicebinae）は、哺乳綱霊長目サキ科に分類される亜科。別名ティティモンキー亜科。

## 形態
体重500 - 600グラム。マーモセット亜科を除いた新世界ザルとしては比較的小型の種を含む。亜科内ではマスクティティやエリマキティティなどが大型で、ダスキーティティなどは中型のグループに属する。爪は幅広く、比較的長い。

## 分類
以前はティティ属Callicebusのみで本亜科を構成していた。属名Callicebusは「美しいサル」の意で、古くはマーモセット科に分類されたこともある。サキ亜科とは約2000万年前（中新世）に分岐したと考えられている。
旧ティティ属は1963年にP. Hershkovitzによりエリマキティティ・ダスキーティティ・マスクティティの3種に区別されたが、1990年にダスキーティティの亜種が複数種に細分化され、2000年代以降はエリマキティティ・マスクティティも細分化されている。2016年には核DNAとミトコンドリアDNAを用いた分子系統解析の結果から、Hershkovitzの3種に相当するグループがそれぞれ独立した属に相当するとされ、新属2属を含む3属に分割する説が提唱された。
上顎大臼歯の形態から広義のエリマキティティが最も原始的とされており、分子系統解析でもエリマキティティを含むシロムネティティ属Cheracebus（torquatus group）が他属との共通祖先から初期に分岐したという結果が得られている。狭義のティティ属（persomatus group）とダスキーティティ属Plecturocebusは姉妹群とされ、ダスキーティティ属にはmoloch groupとdonacophilus groupの2系統があることが示唆されている。
以下の現生種の分類・英名は、Byrne et al. (2016, 2020)・Mammal Diversity Database (2024) に基づく。和名は日本モンキーセンター霊長類和名編纂ワーキンググループ（2018, 2024）に従う。
- ティティ属 Callicebus
  - Callicebus barbarabrownae ブロンドティティ Blond titi
  - Callicebus coimbrai コインブラティティ Coimbra-Filho's titi
  - Callicebus melanochir クロテティティ Southern Bahian titi
  - Callicebus nigrifrons クロガオティティ Black-fronted titi
  - Callicebus personatus マスクティティ Masked titi
- シロムネティティ属 Cheracebus
  - Cheracebus aquinoi — Aquino's titi（2023年に新種記載[11]）
  - Cheracebus lucifer ルシファーティティ Yellow-handed titi
  - Cheracebus lugens シロムネティティ Widow monkey, White-chested titi
  - Cheracebus medemi メデムエリマキティティ Black-handed titi, Medem's titi
  - Cheracebus regulus ジュルアエリマキティティ Juruá collared titi
  - Cheracebus torquatus エリマキティティ Collared titi, White-collared titi（プルスティティC. purinusはシノニムとされる[8]）
- ダスキーティティ属 Plecturocebus
  - Plecturocebus aureipalatii マディディティティ Madidi titi
  - Plecturocebus baptista バプティスタティティ Lake Baptista titi
  - Plecturocebus bernhardi ベルンハルトティティ Prince Bernhard's titi
  - Plecturocebus brunneus ブラウンティティ Brown titi
  - Plecturocebus caligatus クリハラティティ Chestnut-bellied titi
  - Plecturocebus caquetensis カケタティティ Caquetá titi
  - Plecturocebus cinerascens ハイイロティティ Ashy titi
  - Plecturocebus cupreus ドウイロティティ Coppery titi
  - Plecturocebus discolor レッドティティ Red-crowned titi
  - Plecturocebus donacophilus ボリビアハイイロティティ White-eared titi
  - Plecturocebus dubius ハーシュコビッツティティ Doubtful titi（クリハラティティのシノニムとする説もあり[6]）
  - Plecturocebus grovesi グローブスティティ Groves's titi（2019年に新種記載[12]）
  - Plecturocebus hoffmannsi ホフマンティティ  Hoffmanns's titi
  - Plecturocebus miltoni アカオティティ Milton's titi
  - Plecturocebus modestus ベニティティ Rio Beni titi
  - Plecturocebus moloch ダスキーティティ Red-bellied titi
  - Plecturocebus oenanthe サンマルティンティティ Río Mayo titi
  - Plecturocebus olallae オララティティ Olalla Brother's titi
  - Plecturocebus ornatus カザリティティ Ornate titi
  - Plecturocebus pallescens アマイロティティ White-coated titi
  - Plecturocebus parecis パレシスティティ Parecis titi（2019年に新種記載[13]）
  - Plecturocebus stephennashi ステファンナッシュティティ Stephen Nash's titi
  - Plecturocebus toppini トッピンティティ Toppin's titi
  - Plecturocebus urubambensis ウルバンバティティ Urubamba brown titi
  - Plecturocebus vieirai ビエイラティティ Vieira's titi

化石種では、パタゴニア（アルゼンチン）の中新世の地層から産出するHomunculus patagonicus・Carlocebus carmenensis・Carlocebus intermediusとの類縁関係が示唆されており、2001年にはラ・ベンタ（コロンビア）の中期中新世の地層から発見されたMiocallicebus villaviejaiが記載されている。

## 生態

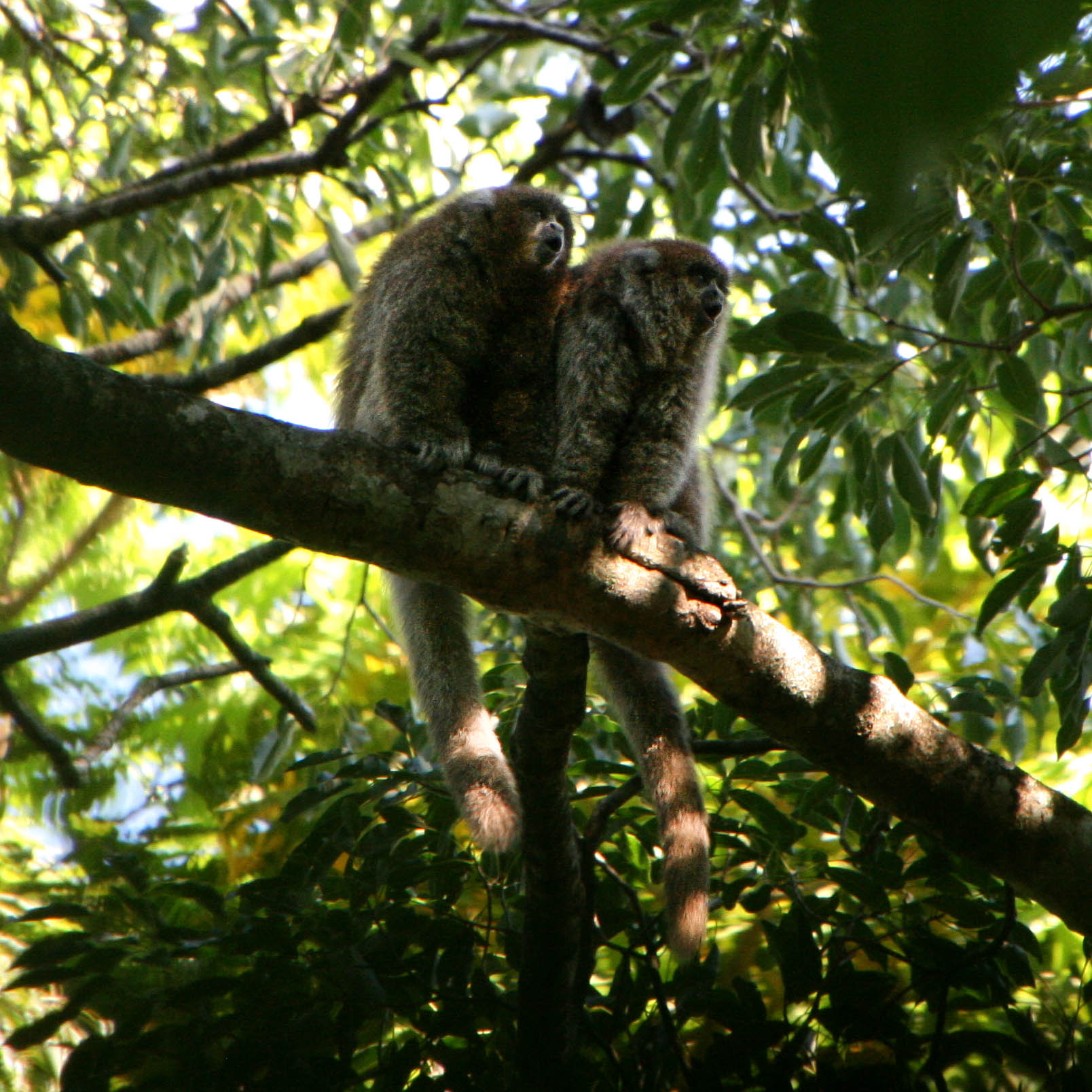
ボリビアハイイロティティP. donacophilus

熱帯雨林に生息し、樹上で生活する。種によって高木の上層部（エリマキティティなど）から下層部（ダスキーティティなど）に住み分けており、下層部で生活する種では灌木林や地上を利用する例も知られている。
オス・メスのペアと幼獣からなる3 - 5頭の群れを形成して、縄張りを作る。2 - 3頭が同じ木の枝に集まり、互いの尾を絡ませ合う習性が知られている。早朝などには大きな声で鳴く。
おもに果実を主食とし、木の葉、昆虫、小鳥の卵なども食べる。副食としてブラウンティティは若い葉を食べ、マスクティティは典型的な葉食、エリマキティティは昆虫食の比重が大きい。

## 人間との関係
ティティ（titi, teetee）という呼称はグアラニー語に由来し、現地では本亜科の構成種のほかにマーモセットなどの小型のサルにも用いられる。

## 画像

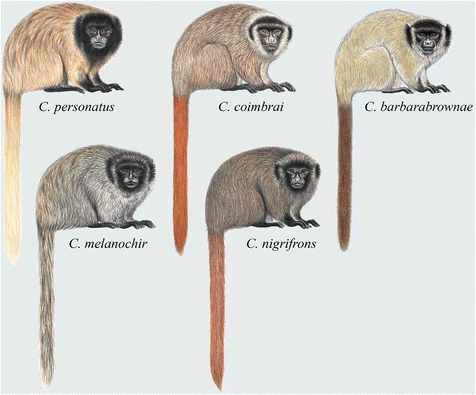
persomatus group（ティティ属）の構成種
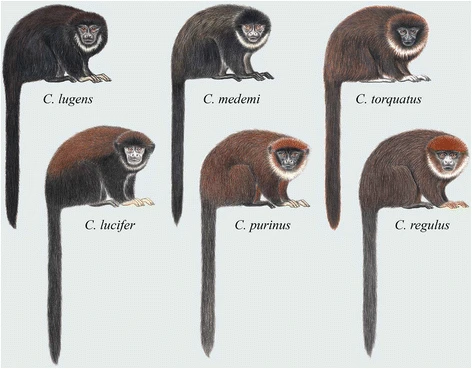
torquatus group（シロムネティティ属）の構成種
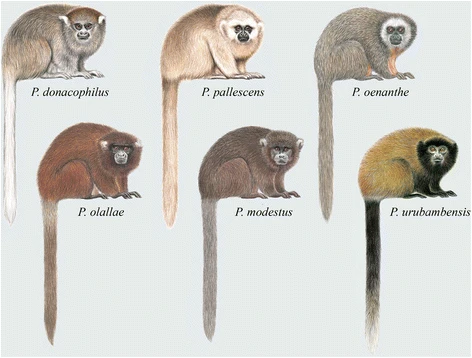
donacophilus group（ダスキーティティ属）の構成種
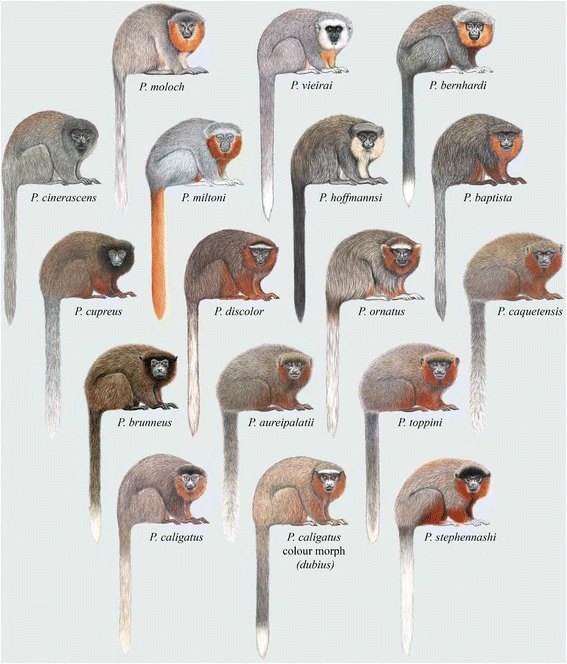
moloch group（ダスキーティティ属）の構成種